# 박강한
박강한(1989년 6월 29일 ~)은 대한민국의 가수다.

## 방송
- 팬텀싱어 3 (2020) - Top24(21위)

## 음반
- 팬텀싱어3 Episode.5 (2020)
- 팬텀싱어3 Episode.6 (2020)

## 공연
- 팬타스틱 팬미팅 콘서트 (2020)
- 순천국제가곡제 (2020)
- 장은훈 작곡 9 style 가곡 음악회 (2020)
- 박강한 1st 미니 콘서트 (2021)
- 좋아하는 마음만큼 재능도 주셨어야죠 (2021)
- This is me - 김포 (2022)
- Add Concert (2023)